# Szemes Mari
Szemes Mari (Sasvár, 1932. május 7. – Budapest, 1988. december 10.) Kossuth- és kétszeres Jászai Mari-díjas magyar színművésznő, érdemes és kiváló művész.

## Pályája
1952-ben végezte el a Színház- és Filmművészeti Főiskolát, Gellért Endre tanítványaként, majd a Szegedi Nemzeti Színházhoz került. Szemes Mari 1949-ben állt először felvevőgép elé. 1954-ben a Petőfi, 1955-től a József Attila Színház, 1984-től haláláig pedig a Nemzeti Színház tagja volt. Utolsó színpadi szerepe a Nemzeti Színházban Sarolt volt az István a király című előadásban.

## Magánélete
Férje volt Pamuk István, akitől született egy fia. Második férje Simor András zenész volt. Leukémiában hunyt el.

## Politikai szerepvállalása
Az MSZMP Budapest Pártbizottságának tagja volt.

## Főbb szerepei
- Canina (Jonson: Volpone)
- Kata (Shakespeare: A makrancos hölgy)
- Pólika (Móricz Zsigmond: Nem élhetek muzsikaszó nélkül)
- Elizabeth (Arthur Miller: A salemi boszorkányok)
- Jászóné, Deák Médeia (Göncz Árpád: Magyar Médeia)
- Peacockné (Brecht–Weill: Koldusopera)
- Lovasné (Csurka István: Nagytakarítás)
- Pék Mária (Fejes Endre: Rozsdatemető)
- Dajka (Shakespeare: Rómeó és Júlia)
- Gondos Eszter (Tamási Áron: Énekes madár)
- Bella (Sárospataky István: Teakúra)

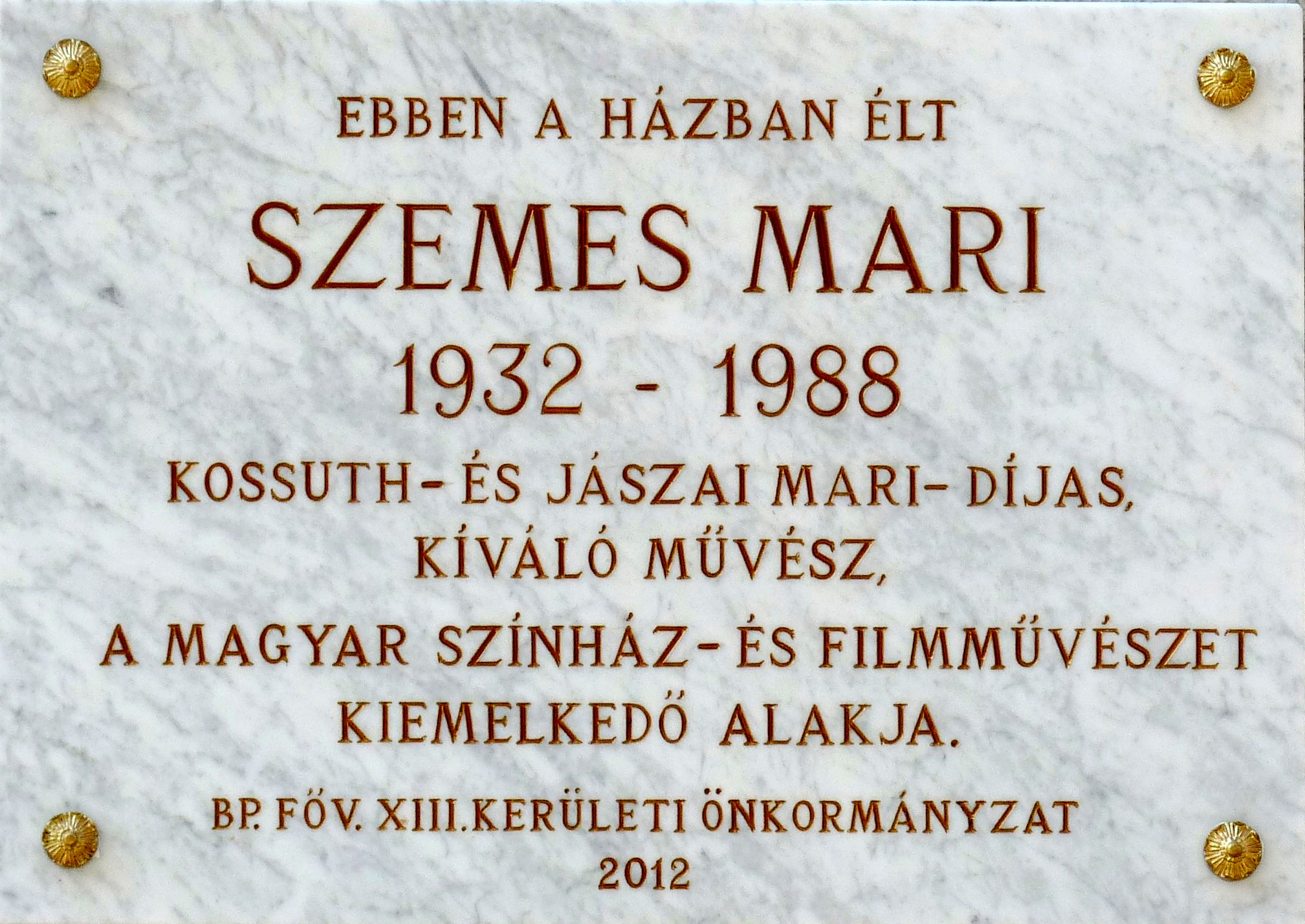
Emléktáblája egykori lakhelyén, a Katona József utca 26.-ban

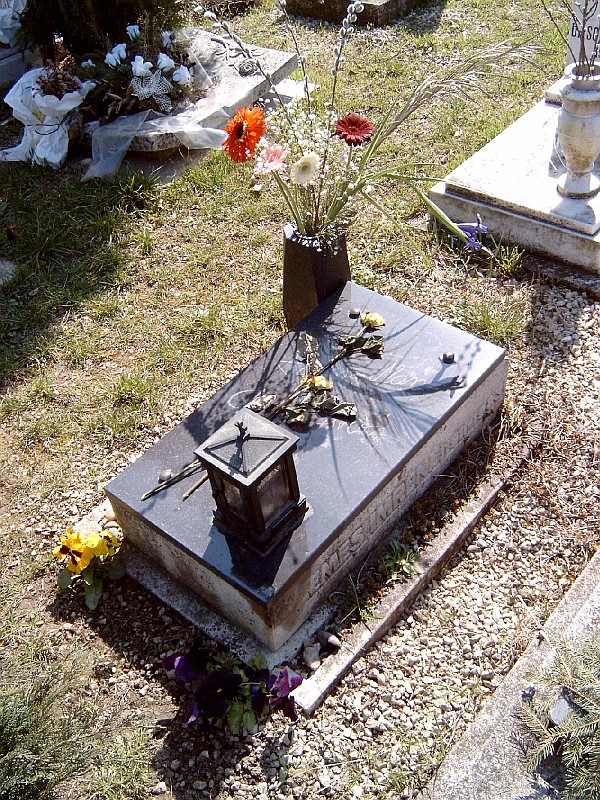
Sírja Budapesten, Óbudai temető: 13/5-I-121.

## Filmszerepei

### Játékfilmek
- Ludas Matyi (1949)
- Becsület és dicsőség (1951)
- Éjfélkor (1957)
- Két vallomás (1957)
- Gerolsteini kaland (1957)
- A harangok Rómába mentek (1958)
- Don Juan legutolsó kalandja (1958)
- Égre nyíló ablak (1959)
- Zápor (1960)
- Csutak és a szürke ló (1961)
- Házasságból elégséges (1961)
- Megöltek egy lányt (1961)
- Jó utat, autóbusz! (1961)
- Amíg holnap lesz (1962)
- A kilencvennégyes tartálykocsi (1962)
- Örökre eltiltva (1963)
- Egy ember, aki nincs (1964)
- Kár a benzinért (1964)
- Butaságom története (1965)
- Büdösvíz (1966)
- Hideg napok (1966)
- Falak (1968)
- A nagybácsi álma (1967)
- Holdudvar (1968)
- A legszebb férfikor (1972)
- Kísérleti dramaturgia (1972)
- Kakuk Marci (1973)
- Szabad lélegzet (1973)
- Csínom Palkó (1973)
- Tűzoltó utca 25. (1973)
- A kard (1977)
- Kojak Budapesten (1980)
- Fehérlófia (1982)
- Napló gyermekeimnek (1982)
- Napló szerelmeimnek (1987)
- Valahol Magyarországon (1987)

### Tévéfilmek
- Nyitva a kiskapu (1958)
- Kakuk Marci nagy szerencséje (1966)
- Malva (1968)
- Szende szélhámosok (1968)
- Hét kérdés a szerelemről (és három alkérdés) (1969)
- Mindannyiotok lelkiismerete megnyugodhat… (1970)
- A fekete város 1–7. (1971)
- A vendég (1971)
- Szerelmespár (1972)
- Gúnyos mosoly (1973)
- A gyilkosok (1974)
- Intőkönyvem története (1974)
- Napraforgó (1974)
- Kisember születik (1975)
- Felelet 1–6. (1975)
- Köznapi legenda (1976)
- Bovári úr (1976)
- A Glembay család (1977)
- Császárlátogatás (1977)
- Magyar Médeia (1977)
- Robog az úthenger (3. rész, 1976)
- A Zebegényiek (1978)
- Ingyenélők (1979)
- Dániel 1–5. (1979)
- Karcsi kalandjai (1980)
- Három kövér (1984)
- Átok és szerelem (1985)
- Tűrhető Lajos (1988)
- Nézz vissza mosollyal
- Ványadt bácsi
- A kard avagy Én vagyok a falu rossza egyedül
- Mesél a pesti Broadway

## Hangjátékok
- Mark Twain: Utazás a Nagy Folyón (1952)
- Maugham, Sommerset: A hódítás iskolája (1957)
- Pietro di Donato: Ezer dollár (1957)
- Drzsics, Marin: Dundo Maroje (1958)
- Frances Hodgson Burnett: A titkos kert (1959)
- Szíjgyártó László: Hamis nők (1959)
- Dold-Mihajlik: Ordasok között (1961)
- Eötvös Károly: A vén tölgy meséje (1961)
- Kodolányi János: Vidéki történet (1961)
- Kozsevnyikov, Vagyim: Ismerjék meg Balujevet! (1961)
- Leszkov: Egy kis tévedés (1961)
- Sós György: Igaz legenda (1961)
- Moravecz Imre: Egy trabant legendája (1962)
- Szemes Piroska: A házasság története (1963)
- Barsi Dénes: Eltűnik a vajdakincs (1964)
- Jerome K. Jerome: Az amatőr (1964)
- Karinthy Ferenc: Hátország (1964)
- Maugham, Sommerset: Az ördög sarkantyúja (1964)
- Móricz Zsigmond: Az isten háta mögött (1964)
- Henrik Bardijevszkij: Lépcsők (1965)
- Művészpályám - Bikádi György visszaemlékezése (1965)
- Őszi vásár – vendég: Fekete István (1965)
- Anton Pavlovics Csehov: Karácsony éjjelén (1966)
- Anton Pavlovics Csehov: A levél (1966)
- Kuznyecov: Itthon (1966)
- Radványi Dezső: A sánta kutya (1966)
- Radványi Dezső: Rendkívüli eset (1966)
- Radványi Dezső: Szürkebarát (1966)
- Reymont, Wladislaw: Parasztok (1968)
- Móra Ferenc: A homokországi királyfi (1969)
- Fodor Mária: Délibáb (1970)
- Sőtér István: Eötvös József élete és művészete (1971)
- Lajta Kálmán: Jelentkezzenek az örökösök (1972)
- Csetényi Anikó: Sok beszédnek sok az alja (1974)
- Ratkó József: Éneklő időt... (1974)
- Galgóczi Erzsébet: Nyári gyakorlat (1975)
- Jan Milcak: Macska (1975)
- László Anna: Megmérettél (1976)
- Lev Tolsztoj: "Emlékezz Arzamaszra!" (1976)
- Kazimierz Kowalski: Nagyapó kölcsönruhában (1977)
- Papp Éva: Távoli északon (1977)
- Vilhelm Moberg: A hosszú út (1977)
- Aghajan, Kazarosz: Anahit (1978)
- Déry Tibor: A félfülű (1978)
- Moldova György: Az ötödik sípszó (1978)
- Tárjátok ajtótok! - Vujicsics Marietta összeállítása (1978)
- Lindgren, Astrid: Öcsi és a repülő bácsika (1979)
- Merle, Robert: A sziget (1979)
- Kopányi György: A veronai vén (1980)
- Óz, a nagy varázsló (1980) .... Jó boszorkány
- Hamupipőke (1981) .... A mostoha
- Juhan Smuul: A zugkapitány (1982)
- Alexandre Dumas, Ifj.: A kaméliás hölgy (1983)
- Muszty Bea–Dobay András: A kék csodatorta (1983)
- Csipkerózsika (1983)
- Göncz Árpád: Találkozás (1983)
- Mándy Iván: Lebontott világ (1984)
- Muszty Bea–Dobay András: Kvantum Fantum csapdája …mesejáték (1984)
- Újhelyi János: Kés van nálam (1986)
- Móricz Zsigmond: Aranyos öregek (1987)
- Helen Nielson: A borzalmak háza (1988)

## Díjai, elismerései
- Jászai Mari-díj (1960, 1970)
- SZOT-díj (1971)
- Érdemes művész (1973)
- Kiváló művész (1979)
- Kossuth-díj (1985)